# 坂出市歌
「坂出市歌」（さかいでしか）は、日本の香川県坂出市が制定した市歌である。作詞・堀沢周安、作曲・杉江秀。

## 解説
旧綾歌郡坂出町が1933年（昭和8年）に制定した「坂出町歌」（さかいでちょうか）を1942年（昭和17年）の市制施行後も「町歌」から「市歌」へ改題して引き継いだものである。作詞は町から尽誠中学校教諭で「大阪市歌」や「高松市歌（その二）」「丸亀市歌」を作詞した堀沢に依頼されたもので「番ノ州干拓で大工業地域が塩田の奥に出現した今日、感慨深いものである」と評されている。作曲者の杉江は、5年前に文部省が選定した唱歌「明治節」で堀沢作の歌詞に曲を付けた関係であった。
発表演奏は11月28日に鎌田共済会社会教育館で行われ、戦後も引き続き演奏されたが制定当時の楽譜は散逸しており、式典での演奏を録音したカセットテープを基に採譜を行って復元された。2009年（平成21年）以降、市内で活動する団体「坂出文化村」が市歌の保存と継承活動を行っており、この時期から市の行事で「久米通賢翁顕彰歌」と合わせて市歌の演奏機会が設けられるようになっている。
坂出市に関連する市歌以外の楽曲としては、マスコット「さかいでまろ」のテーマソング「Let'sまろフレンズ!」がある。

## 歌詞
本楽曲は歌詞・旋律とも著作権の保護期間を満了し、パブリックドメインとなっている。